# Pont Vell (Sant Llorenç de la Muga)
El pont Vell és una obra de Sant Llorenç de la Muga (Alt Empordà) protegida com a bé cultural d'interès local.

## Descripció
A uns 300 metres al nord-est de la vila, hi ha el Pont Vell. És un pont medieval que creua la Muga, prop de la capella de Sant Andreu. És un pont de tres arcades sostingudes per dues pilastres de planta romboïdal, que es drecen sobre afloraments naturals de pedra calcària. L'arc central, de molta més llum que els dos laterals, és rebaixat; els altres són de mig punt. La construcció és de carreus ben esquadrats; les dovelles dels arcs són molt allargades (segles XIV-XV).
Hi ha indicis d'una possible fortificació, potser amb una torre de defensa.

## Història
A més d'aquest hi ha dos ponts més a Sant Llorent: el pont de Sant Antoni o del Grau i el pont d'en Riembau, aquest reconstruït l'any 1942, avui és cobert per les aigües de la presa de Boadella.
És una construcció dels segles XIV-XV.